# M86
M86（NGC 4406）是室女座的一个椭圆星系或透鏡狀星系，于1781年被梅西耶发现。距離地球6千万光年，视星等為8.9，是梅西耶天體中蓝位移最大的一个，目前正在以每秒419公里的速度向银河系接近。